# Dosbarrios
Dosbarrios ist eine zentralspanische Gemeinde mit 2.203 Einwohnern (Stand: 2024) in der Provinz Toledo der Region Kastilien-La Mancha. 

## Lage und Klima
Dosbarrios liegt im Norden der historischen Landschaft der La Mancha ca. 75 km (Fahrtstrecke) östlich der Stadt Toledo in einer Höhe von ca. 705 m. Durch die Gemeinde führt die Autovía A-4.
Das Klima im Winter ist rau, im Sommer dagegen trocken und warm; der spärliche Regen (ca. 458 mm/Jahr) fällt überwiegend in den Wintermonaten.

## Bevölkerungsentwicklung
| Jahr      | 1970 | 1981 | 1991 | 2001 | 2011 | 2021 |
| Einwohner | 2257 | 2095 | 2052 | 2085 | 2381 | 2263 |

## Sehenswürdigkeiten
- Burgruine Monreal
- Thomaskirche (Iglesia de Santo Tomás Cantuariense)
- Antoniuskapelle
- Marienkapelle
- Rathaus

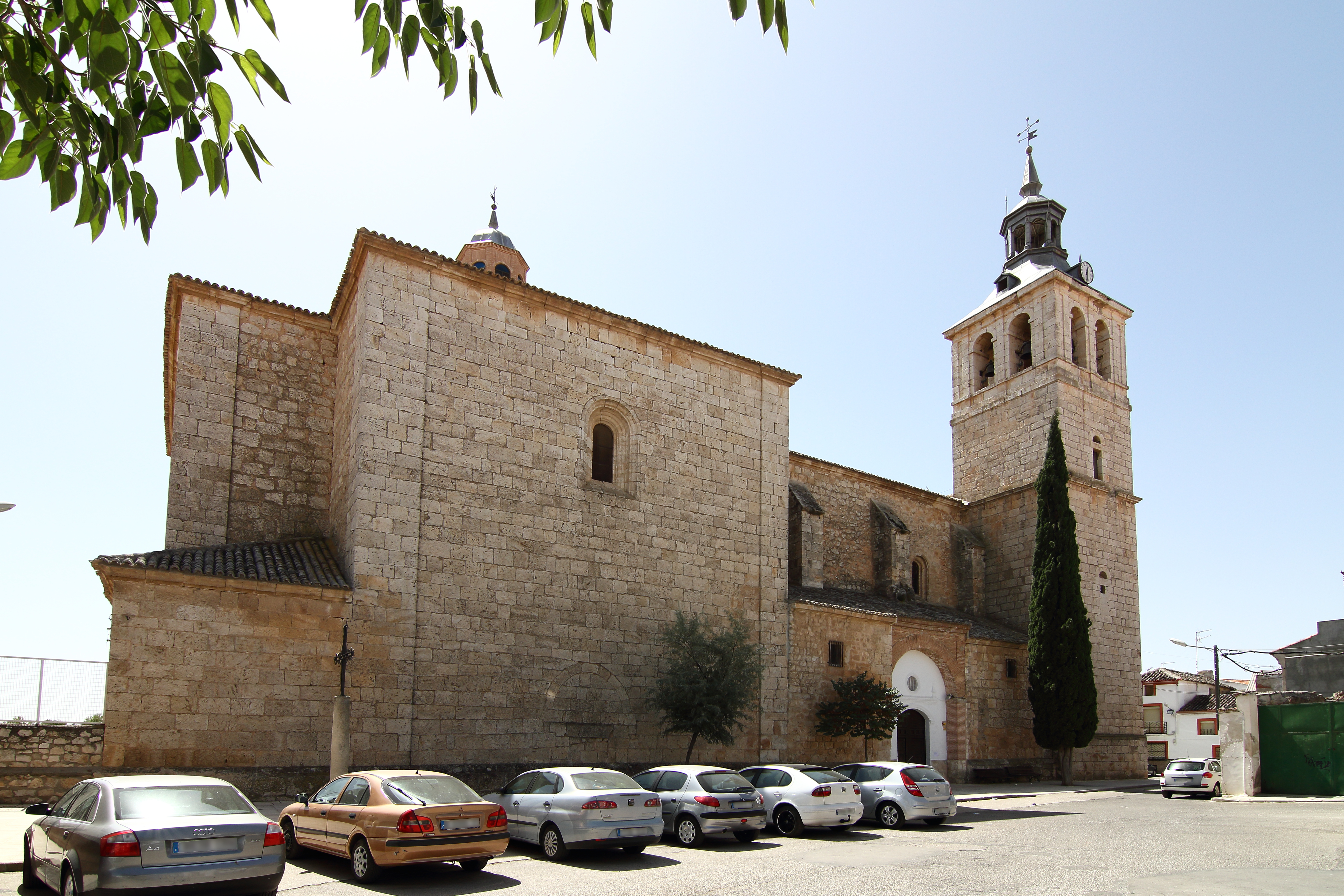
Thomaskirche
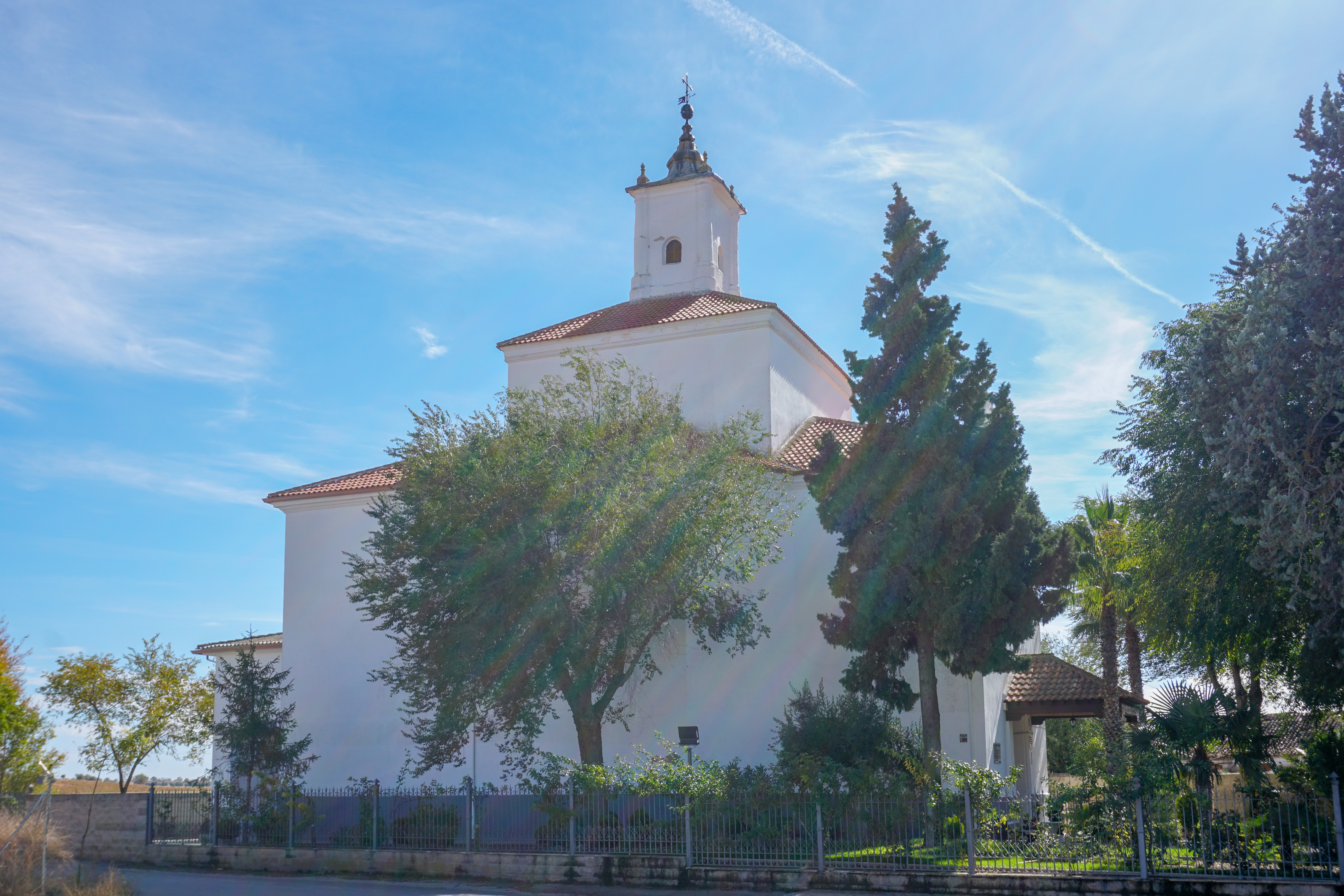
Marienkapelle
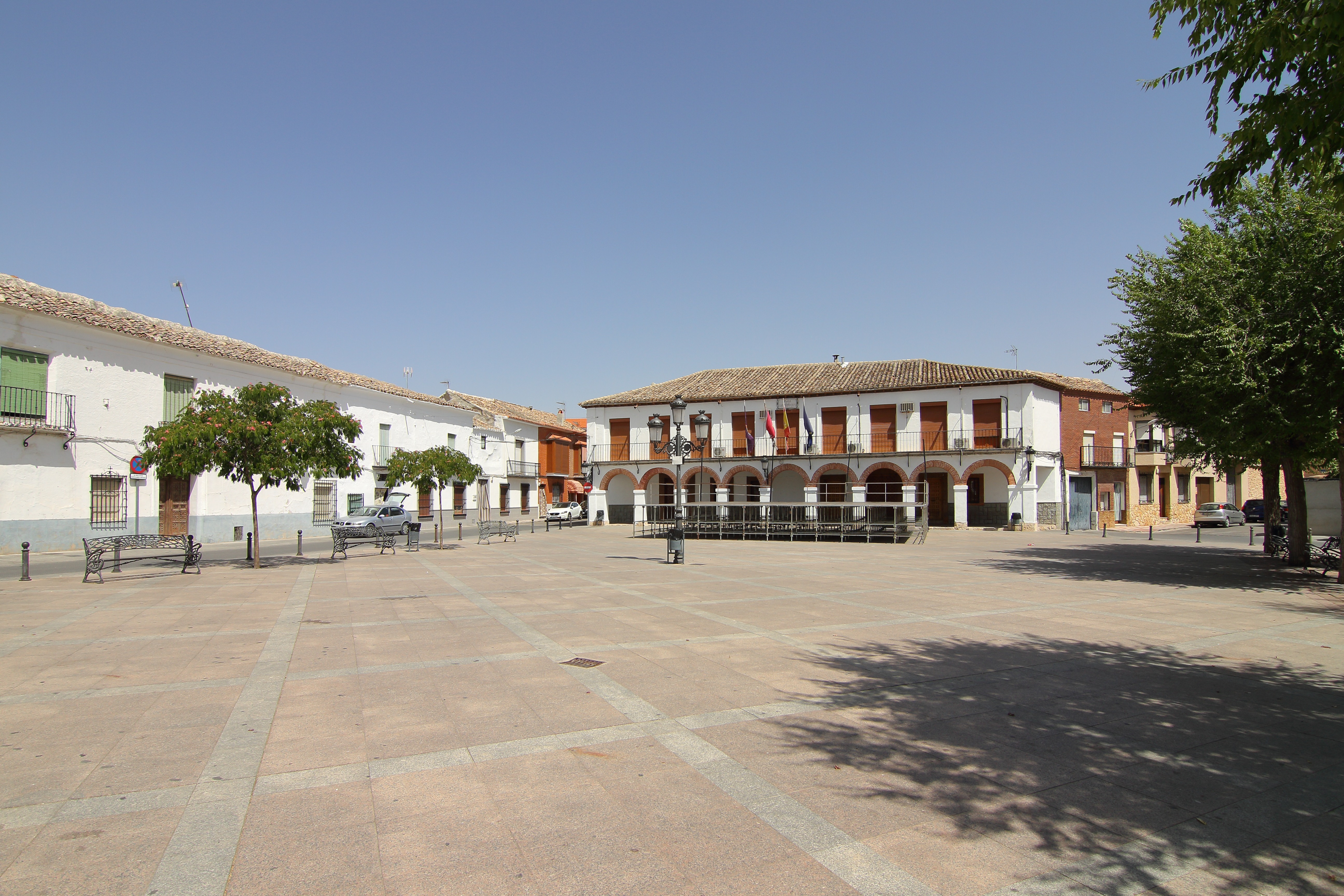
Platz mit Rathaus